# Повернення на Юпітер
«Повернення на Юпітер» (англ. Return to Jupiter) — австралійський дитячий науково-фантастичний телесеріал, який вийшов на екрани в 1997 році. Продовження серіалу «Втеча з Юпітера».

## Сюжет
Після втечі з колонії на Іо, п'ятеро дітей разом зі своїми батьками відправляються на новостворену гірничу колонію на Ганімед, але лиха доля продовжує їх переслідувати. Щось пішло не так, і вони зазнають катастрофи на Марсі, де зустрічають двох дивних техніків, і тоді справи йдуть вже зовсім кепсько.

## Показ в Україні
В Україні права на телепоказ належали 1+1, який демонстрував телесеріал на власному каналі, озвучений українською мовою.